# 海倫暗沙單臂細鮃
海倫暗沙單臂細鮃為輻鰭魚綱鰈形目鰈亞目鮃科的其中一種，為熱帶海水魚，分布於東大西洋聖赫勒拿島北部海域，棲息深度163-460公尺，體長可達20.8公分，棲息在泥底質底層水域，生活習性不明。

## 扩展阅读
維基物種上的相關：海倫暗沙單臂細鮃